# A Magyar Kultúra Lovagjai 2009
A Magyar Kultúra Lovagja 2009. évi kitüntetettjei

## Az Egyetemes Kultúra Lovagja
372.	 Hans Kollmann (Berlin, Németország) mérnök, „A nemzetközi kulturális kapcsolatok ápolásáért”
373.	 Pusztai Péter (Vaudreul-Dorion, Kanada) képzőművész, „Képzőművészeti tevékenységéért”

## Posztumusz A Magyar Kultúra Lovagja
374.	 Lakatos Demeter (Szabófalva, Románia) költő, „A magyar nyelv és kultúra határon túli ápolásáért”
375.	 Molnár István (Budapest) táncművész, koreográfus, néptánc-kutató, „A magyar tánckultúra fejlesztése érdekében kifejtett életművéért”
376.	 Tavaszy Sándor (Budapest) író-költő-műfordító, „A magyar nyelv ápolása érdekében kifejtett életművéért”

## A Magyar Kultúra Lovagja
377.	 Dr. Andrásfalvy Bertalan (Hosszúhetény) egyetemi tanár, „A népi kultúra ápolása érdekében kifejtett életművéért”
378.	 Bada István (Szabadka-Budapest) népművelő, „Határon túli magyar kulturális örökség ápolásáért”
379.	 Balázs Klári (Budapest) énekes, „A kortárs zenekultúra fejlesztéséért”
380.	 Dr. Bartha Júlia (Karcag) etnográfus, keletkutató, „A magyarság keleti kapcsolatainak kutatásáért”
381.	 Bartus Józsefné (Herencsény) palóc mesemondó, „A hagyományápolás érdekében kifejtett életművéért”
382.	 Fodor István Ferenc (Jászjákóhalma) nyugalmazott polgármester, „Közművelődés fejlesztéséért”
383.	 Gelencsér Ferenc (Tapolca-Diszel) kőfaragó, „Az életminőség fejlesztéséért”
384.	 Göncz Mihály László (Lendva, Szlovénia) helytörténész, „A hazaszeretet jelképeinek és hagyományok külföldi ápolásáért”
385.	 Dr. Harmath Károly (Újvidék, Szerbia) ferences szerzetes, „Hitéleti, valamint oktató-nevelő életművéért”
386.	 Herczeg Jánosné (Kartal) nyugalmazott tanítónő, „A település közművelődése fejlesztéséért”
387.	 Jaczkó György (Szolnok) görögkatolikus lelkész, „A hitélet és közművelődés fejlesztéséért”
388.	 Józsa Judit (Korond – Budapest) keramikus, „A népi hagyományok fejlesztéséért”
389.	 Kardos Béla (Sydney, Ausztrália) az Új Dél Walesi Magyar Szövetség elnöke, „A magyar kultúra külföldi ápolása érdekében kifejtett életművéért”
390.	 Kátai Tibor (Nagykikinda, Szerbia) néptánc-oktató, „A magyar kultúra határon túli ápolásáért”
391.	 Kereszti Ferenc (Kistarcsa) mérnök, népművelő, „A közművelődés fejlesztéséért”
392.	 Kollár Kálmán (Veszprém) zenepedagógus-karnagy, „A zenekultúra ápolása érdekében kifejtett életművéért”
393.	 Kovács Pálné (Tápiószentmárton) óvodapedagógus, „A közművelődés fejlesztéséért kifejtett életművéért”
394.	 Magyar Istvánné (Szeged) könyvtáros-népművelő, „A közművelődés fejlesztéséért”
395.	 Németh István (Komló) nyugdíjas, „A közművelődés fejlesztéséért”
396.	 Popovics Béla (Munkács, Ukrajna) tanár, „A magyar kultúra határon túli ápolásáért”
397.	 Dr. Rácz József Zoltánné (Aszód) nyugdíjas, „Fogyatékkal élők társadalmi szervezetének működtetéséért”
398.	 Smuta Kálmánné (Kunszentmárton) helytörténeti kutató, „Helytörténeti kutatásaiért”
399.	 Somorjai Gábor Lehel (Füzérradvány) klarinétművész és zenetanár, „A magyar zenekultúra ápolása érdekében kifejtett életművéért”
400.	 Szabó István (Szentgál) fafaragó, „A fafaragás népszerűsítéséért”
401.	 Széles András (Budapest) citeraművész, zenetanár, „A népzene ápolásáért”
402.	 Szőcs Lajos (Körispatak, Románia) szalmakalap-készítő, „A népművészeti hagyományok ápolásáért”
403.	 Varga Nándor (Csongrád) előadóművész, „Előadóművészeti tevékenységéért”
404.	 Dr. Végh Ferenc (Budapest) nyá. vezérezredes, nagykövet, „A haderő és a társadalom kapcsolata területén vállalt életművéért”
405.	 Dr. Végh Károly (Szentendre) közművelődési és marketing főosztályvezető, „Irodalomkutatói tevékenységéért”
406.	 Világos István (Melbourne, Ausztrália) vállalkozó, tiszteletbeli konzul, „A közművelődés fejlesztéséért kifejtett életművéért”

## A Magyar Kultúra Apródja
407.	 Béres Melinda (Budapest) közgazdász, „A magyar meseirodalom fejlesztéséért”
408.	 Takács Éva (Szeged) népdalénekes, „A magyar népdalkincs népszerűsítéséért”
409.	 Takó Gábor (Kemestaródfa) művelődésiház-vezető, „Kulturális értékteremtésért”